# گذرنامه جمهوری دموکراتیک کنگو
گذرنامهٔ جمهوری دموکراتیک کنگو یک مدرک سفر بین‌المللی است که توسط کشور جمهوری دموکراتیک کنگو صادر می‌شود و بنا بر داده‌های سال ۲۰۲۳، دارندگان آن می‌توانستند به ۴۲ کشور دیگر بدون دریافت ویزا سفر کنند یا ویزا را در بدو ورود دریافت نمایند. این گذرنامه بر اساس رتبه‌بندی شاخص گذرنامهٔ هنلی در سال ۲۰۲۳ در رتبهٔ ۱۰۰ قرار داشت.